# Franz Hessel

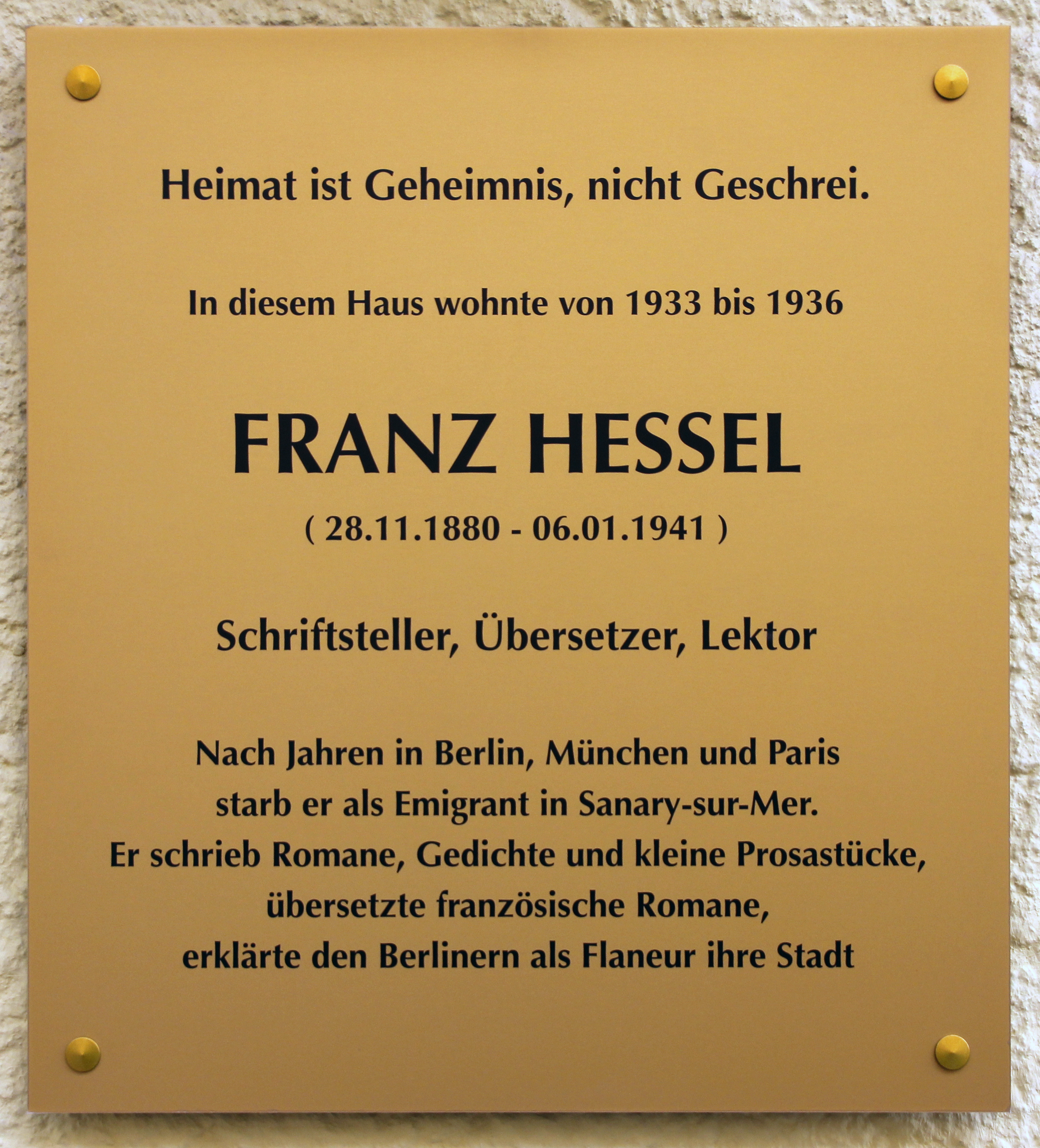
Tablica pamiątkowa, Franz Hessel, Lindauer Straße 8, Berlin-Schöneberg, Niemcy

Franz Hessel (ur. 21 listopada 1880 w Szczecinie, zm. 6 stycznia 1941 w Sanary-sur-Mer) – niemiecki pisarz, tłumacz, lektor wydawniczy pochodzenia żydowskiego.

## Życiorys
Urodził się w rodzinie bankiera, wyrósł w Berlinie, był bratem historyka Alfreda Hessela.
Był autorem wielu powieści i zbiorów poezji oraz tłumaczem dzieł klasyków literatury francuskiej.
Studiował od roku 1899 prawo na uniwersytecie w Monachium. Za pośrednictwem Karla Wolfskehla zetknął się z kręgiem skupionym wokół Stefana George, gdzie poznał Fanny zu Reventlow. Zamieszkał wraz z nią i jej przyjacielem, Bohdanem von Suchockim 1903-1906 w domu „Eckhaus” w Monachium przy ulicy Kaulbachstraße 63. Swój pobyt w tym domu opisał w powieści Kramladen des Glücks. 
Był bohaterem filmu François Truffauta „Jules et Jim” (1953). 
W roku 1906 przeniósł się Hessel do Paryża, skąd powrócił w przeddzień I wojny światowej. 
Przebywał tam wśród kręgów artystycznych dzielnicy Montparnasse, zwłaszcza kawiarni Café du Dôme. Tam poznał młodą malarkę Helen Grund, którą poślubił 1913. Został ojcem przyszłego dyplomaty i bojownika ruchu oporu Stefana Hessela.
Po wojnie zamieszkał w „Villa Heimat“ na skraju miejscowości Schäftlarn na południe od Monachium. W latach dwudziestych mieszkał w Berlinie pracując jako lektor w wydawnictwie Rowohlta. 
Tłumaczył z francuskiego dzieła Casanowy, Stendhala i Honoré de Balzaca. Wraz z Walterem Benjaminem przetłumaczył dwa tomy dzieł Marcela Prousta. Mimo żydowskiego pochodzenia pozostał aż do roku 1938 lektorem w wydawnictwie Rowohlta. Dopiero za namową żony tuż przed Nocą Kryształową 9-10 listopada 1938 wyemigrował do Francji, gdzie zamieszkał w Paryżu, a po wybuchu II wojny światowej przeniósł się do Sanary-sur-Mer na południu kraju. Na polecenie francuskiego ministra rządu kolaboracyjnego Georges'a Mandela został internowany w obozie Les Milles koło Aix-en-Provence. W obozie zachorował i zmarł 1941 wkrótce po wypuszczeniu z obozu. 
W roku 2010 została ufundowana nagroda literacka jego imienia dla osób zasłużonych w umacnianiu stosunków francusko-niemieckich.